# Wapen van Menterwolde

Het wapen van Menterwolde was het gemeentelijke wapen van de voormalige gemeente Menterwolde in de Nederlandse provincie Groningen. Het wapen werd met koninklijk besluit op 12 oktober 1990 verleend aan de gemeente, toen nog Oosterbroek genaamd. Vanaf 2018 is het wapen niet langer als gemeentewapen in gebruik omdat de gemeente Menterwolde in de nieuwe gemeente Midden-Groningen op is gegaan.

## Blazoenering
De omschrijving luidt:
"In zilver een uitgerukte elzenstruik van sabel met bladeren van sinopel en vruchten van sabel, op de takken waarvan twee toegewende vogels zitten; in een schildhoofd van sinopel een paal van goud, beladen met een lelie van azuur. Het schild gedekt met een gouden kroon van vijf bladeren."

## Geschiedenis
Het schild bestaat uit een combinatie van voorgaande wapens. De levensboom van Meeden is in dit geval een elzenstruik geworden, als symbool voor het "wold" in de gemeentenaam. De levensboom moet als heraldisch symbool door de kloosters zijn ingevoerd. Het klooster in Heiligerlee heeft een rol gespeeld bij de ingebruikname van de Groninger kleistreek. De paal en kleuren goud-groen in het schildhoofd zijn afkomstig van het wapen van Muntendam. Oorspronkelijk stond de gouden paal symbool voor een belangrijke dijk die onder anderen de polder De Munte beschermde. Op het nieuwe schild staan het symbool voor het waterstaatsverleden en de scheiding tussen Oldambt en Reiderland. De fleur de lis is het familiewapen van het geslacht Gockinga in gewijzigde kleuren. In 2017 werd de elzenboom opgenomen als element in het wapen van Midden-Groningen.

## Verwante wapens

Wapen van Meeden
Wapen van Muntendam
Wapen van Gockinga

Adorp
· Aduard
· Appingedam
· Baflo
· Bedum
· Beerta
· Bellingwedde
· Bellingwolde
· Bierum
· De Marne
· Delfzijl 
· Eemsmond
· Eenrum
· Ezinge
· Finsterwolde
· Grijpskerk
· Grootegast
· Haren
· Hefshuizen
· Hoogezand
· Hoogezand-Sappemeer
· Hoogkerk
· Kantens
· Kloosterburen
· Leek
· Leens
· Loppersum
· Marum
· Meeden
· Menterwolde
· Middelstum
· Midwolda
· Muntendam
· Nieuweschans
· Nieuwe Pekela
· Nieuwolda
· Noordbroek
· Noorddijk
· Oldehove
· Oldekerk
· Onstwedde
· Oosterbroek
· Oude Pekela
· Reiderland
· Sappemeer
· Scheemda
· Slochteren
· Stedum
· Ten Boer
· Termunten
· Uithuizen
· Uithuizermeeden
· Ulrum
· Usquert
· Vlagtwedde
· Warffum
· Wedde
· Wildervank
· Winschoten
· Winsum
· 't Zandt
· Zuidbroek
· Zuidhorn